# Carex spicata
Carex spicata là một loài thực vật có hoa trong họ Cói. Loài này được Huds. mô tả khoa học đầu tiên năm 1762.

## Hình ảnh

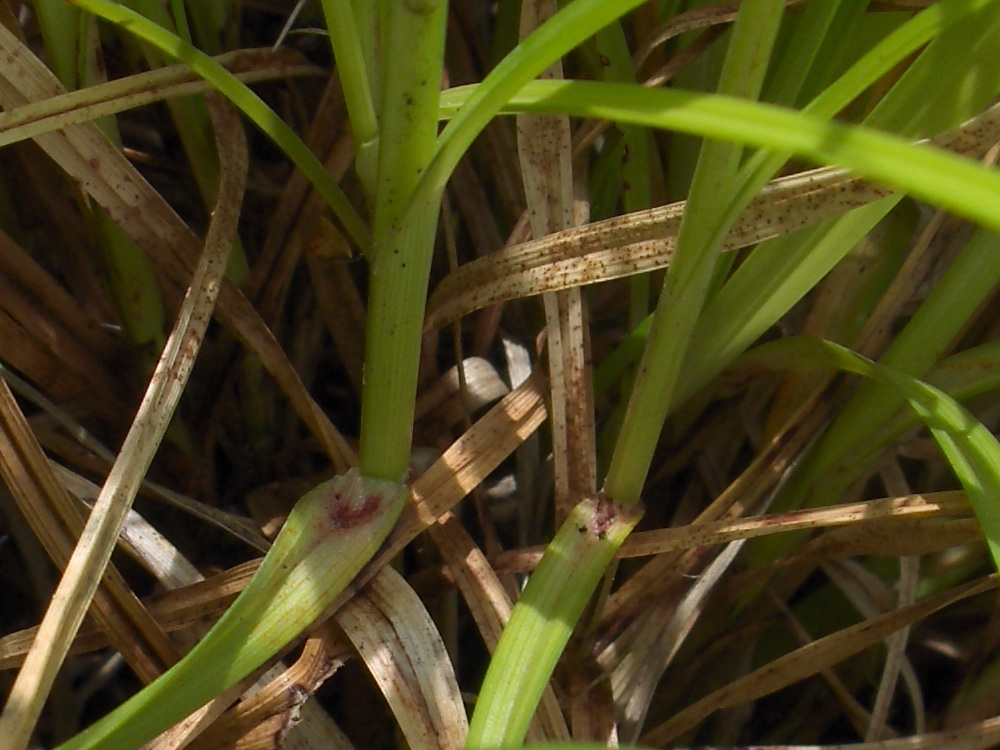
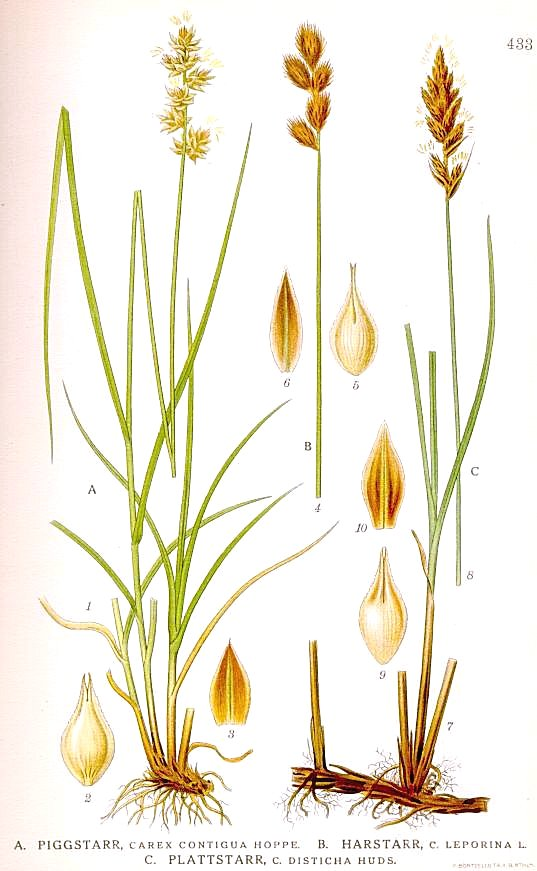
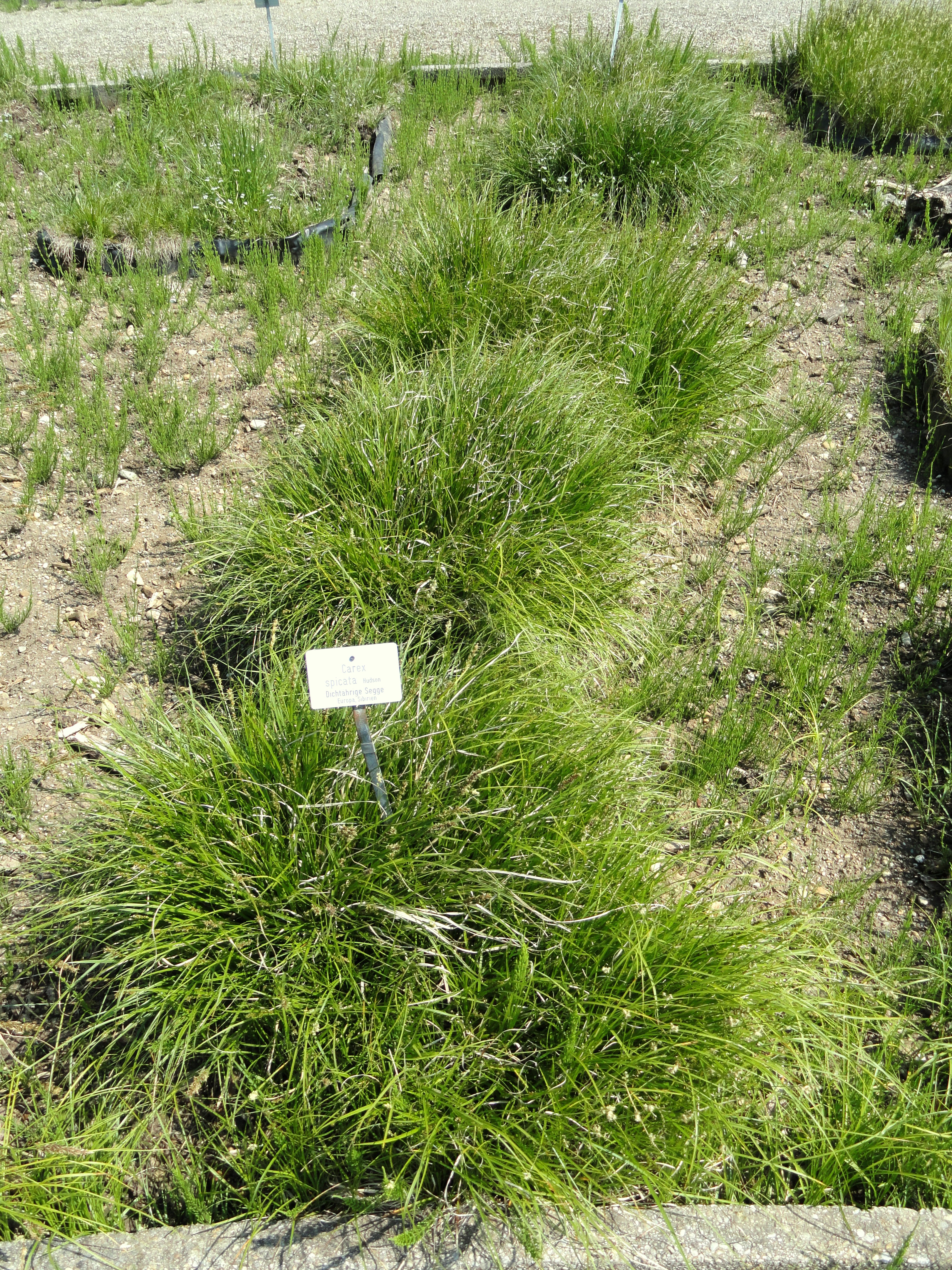
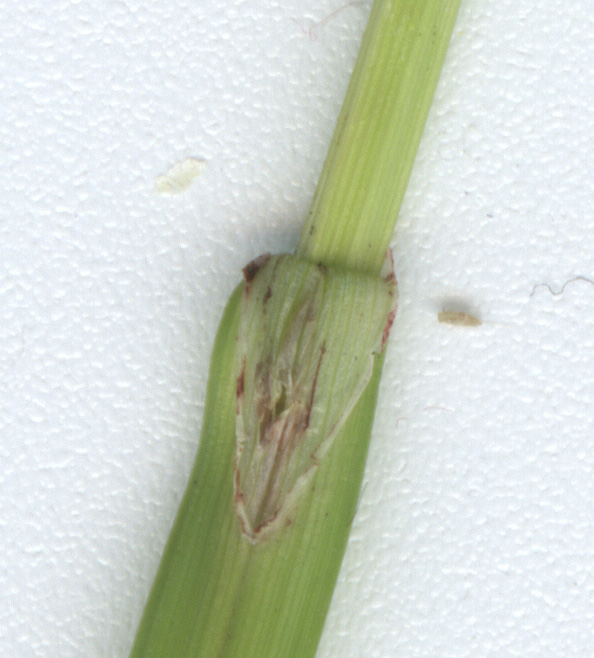